# Contribuição Extraordinária de Solidariedade
A Contribuição Extraordinária de Solidariedade é um tributo português que incide sobre as pensões acima de um determinado valor.

## Origem e incidência
A CES foi introduzida em Portugal pela Lei n.º 55-A/2010 de 31 de Dezembro (Orçamento do Estado para 2011), incidindo sobre pensões, subvenções e prestações pecuniárias de idêntica natureza cujo valor mensal fosse superior a 5000 €. Estas prestações seriam tributadas em 10% sobre o montante que excedesse os 5000 €.
A aprovação da CES não foi rodeada de controvérsia e foi aprovada com os votos favoráveis do PS (Partido Socialista) com as abstenções do PSD (Partido Social Democrata), CDS-PP (Partido Popular), BE (Bloco de Esquerda) e PCP (Partido Comunista Português).
Este tributo revertia a favor da Caixa Geral de Aposentações (CGA) e da Segurança Social (no caso de prestações pagas pelo Centro Nacional de Pensões), afetando pensionistas tanto do setor público como do privado (no âmbito do CNP). A contribuição incidia sobre o valor global das prestações recebidas pelo contribuinte (por exemplo, se um contribuinte fosse titular de uma pensão da CGA no valor de 3000 € e de uma pensão do CNP de 2500 € iria ser tributado em 10% sobre 500 €, que correspondem ao montante que excedem 5000 €)- 
Não ficava no entanto sujeito à CES quem, no seu plano de reforma, tivesse optado pelo resgate do capital na sua totalidade uma vez que apenas teria de pagar a parte resultante de juros: estes rendimentos não seriam taxados por impossibilidade prática de tributação. Contudo, isto apenas é possível se forem levantados aos 60 anos ou em caso de reforma por velhice, desde que decorridos cinco anos desde o investimento, ou ainda nos termos das exceções previstas na lei tais como o desemprego de longa duração (mais de um ano), incapacidade para o trabalho, doença grave ou tratamento prolongado do próprio ou de um membro do agregado familiar. Assim, a CES seria apenas suportada por quem tivesse escolhido receber esta prestação pecuniária de forma mensal (situação que se mantém até 2013).
A base de incidência da CES foi substancialmente alargada pela Lei de Orçamento do Estado para 2012. Assim, o cálculo da taxa da CES leva em conta o valor do IAS: era aplicável uma taxa de 25% sobre o valor que excedesse o montante de 5030,64 € (12*419,22 €) e de 50% sobre o valor que excedesse o montante de 7545,96 € (18*419,22 €). A CES não incidiu sobre pensões de aposentação dos magistrados jubilados, embora o Orçamento do Estado previsse a sua tributação de forma facultativa (em 2013 estes contribuintes já irão ser abrangidos pela CES). 
Esta norma foi aprovada com os votos a favor do PSD e CDS-PP, e votos contra do PS, PCP, BE e Partido Ecologista “Os Verdes”. 
Nos termos da proposta de Lei de Orçamento do Estado para 2013, a CES aplicar-se-á a pensões mais baixas, a partir de 1350 € mensais brutos. Assim, para prestações entre 1350 € e 1800 € é aplicável uma taxa de 3,5% sobre esse mesmo valor. Para pensões de valor superior a 1800 € e inferiores a 3750 € é aplicável adicionalmente uma taxa de 16% ao montante da pensão superior a 1800 €. 
Nas pensões superiores a 3750 € é aplicável uma taxa unitária de 10%. Nas pensões superiores a 3750 € é aplicável uma taxa adicional de 15% sobre o montante que exceda 5030,64 € (12*419,22 €) mas que seja inferior a 7545,96 €. Nas pensões superiores a 3750 € e cujo valor exceda 7545,96 € (18*419,22 €) é aplicável uma taxa adicional de 40% sobre o excesso, cumulativa com a taxa de 10% e 15% aplicadas anteriormente.
A nova norma estende a sua aplicação a todas as pensões do setor privado, e não apenas às abrangidas pelo CNP, alterando também as entidades a quem será consignada a CES. “A contribuição reverte a favor do IGFSS no caso das pensões atribuídas pelo sistema de segurança social e pela Caixa de Previdência dos Advogados e Solicitadores, e a favor da CGA nas restantes situações”. Para além disso, todas as entidades (excetuando o ISS) deverão comunicar à CGA, até ao 15.º dia de cada mês os montantes abonados por beneficiário no mês imediatamente anterior, sob pena de o responsável máximo da entidade e do contribuinte responderem pessoal e solidariamente pelo incumprimento do dever de comunicação. Os Planos de Poupança e Reforma (PPRs) e fundos de pensões complementares constituídos a nível individual não serão afetados pela Contribuição, de acordo com uma proposta avançada pelos partidos do PSD e CDS a 16 de Novembro de 2012, incidindo a CES apenas sobre fundos de pensões constituídas a nível colectivo.

## Crítica
Do ponto de vista dos princípios constitucionais portugueses, a CES levanta as seguintes questões: 

### Unicidade do IRS
A violação do princípio da unicidade do imposto sobre o rendimento que está previsto no art.º 104.º, n.º 1 da Constituição da República Portuguesa. 
Os rendimentos abrangidos pela Contribuição Extraordinária de Solidariedade são desde logo tributados em sede de IRS (categoria H). Nesta medida, sendo a CES um tributo complementar deste imposto, poderia constituir uma segunda tributação dos mesmos rendimentos dos pensionistas. No entanto, o argumento não convence: a CES não implica uma dupla tributação do mesmo rendimento mas apenas o aumento da carga fiscal de IRS do contribuinte, já que este tributo foi criado no âmbito do Pacto de Estabilidade e Crescimento IV e do Programa de Assistência Económica e Financeira.

### O princípio da igualdade tributária
A CES deve também ter em conta o princípio da progressividade e o da razoabilidade do critério utilizado na distribuição do sacrifício. Quanto à progressividade, a contribuição deverá adequar-se “ao rendimento efetivo de cada agregado, uma vez que determina que a parte de imposto pago aumenta à medida que o rendimento aumenta”. Só assim poderá o sistema fiscal obter “uma repartição justa dos rendimentos”. Quanto à proporcionalidade, a CES leva a uma tributação marginal muito elevada, existindo contribuintes que, auferindo rendimentos muito semelhantes verão a sua matéria coletável variar de forma considerável. Por exemplo, um pensionista que receba uma prestação mensal de 8000 € será tributado com uma taxa marginal máxima de + % (o último euro que receba de pensão é tributado a uma taxa marginal máxima de IRS de 48%, a uma sobretaxa de IRS de 6%, e a uma taxa marginal máxima de CES de 50%. Este nível de tributação não tem paralelo no ordenamento tributário português.

## Justificação
A criação da CES acompanhou a medida de redução do salário dos trabalhadores do setor público, pretendendo onerar de forma semelhante os pensionistas e titulares de subvenções. A tributação destes contribuintes é muito semelhante: veja-se o cálculo de deduções específicas à coleta (despesas essenciais à obtenção de rendimento, resultantes de uma tentativa de personalização do IRS) e a sujeição de ambos à tributação de uma sobretaxa extraordinária de IRS. Há, no entanto, uma “diferença de limites de rendimento a partir do qual a medida é aplicada”. A taxa da CES aplicável aos reformados e pensionistas é superior à taxa da redução salarial aplicável aos trabalhadores do setor público, uma vez que os trabalhadores deste ainda estão sujeitos ao pagamento de uma contribuição de 11% sobre o rendimento bruto auferido consignada a sistemas de previdência. Assim, segundo o legislador procurou-se criar uma situação de equivalência entre os contribuintes.

## Outros países europeus
Também Estados como França e Itália adotaram figuras semelhantes à CES. No caso francês, a contribution exceptionnelle de solidarité foi criada em 1982 com o objetivo de financiar o seu sistema de previdência. Incide sobre trabalhadores do setor público e é calculada tendo em atenção os rendimentos auferidos pelo contribuinte. A taxa é fixada em 1% e não se aplicará a rendimentos mensais brutos inferiores a 1 426,13 € e tem como teto máximo o montante mensal de 12 124 €. No que toca ao contributo di solidarietà italiano, este aplicar-se-á durante o período de 2012-2017 a pensionistas da administração pública e o seu cálculo é fixado tendo em conta o período de inscrição nos fundos de pensão, nos termos da lei 335/1995. Não serão tributadas pensões cujo valor seja inferior ao montante de cinco vezes o salário mínimo. Foi também criado um tributo de “equivalência” (contributo di perequazione, em 2011) aplicável aos pensionistas do setor público cujo rendimento bruto anual exceda os 90 000 €: aplicando-se uma taxa de 5% aos rendimentos auferidos entre 90 000 € e 150 000 €, uma taxa de 10% aos rendimentos superiores a 150 000 € e inferiores a 200 000 € e uma taxa de 15% a pensões superiores a 200 000 €.